# Інформаційний збірник для освітян
«Інформаційний збірник для освітян» — єдине офіційне видання МОН України, журнал для педагогічних працівників усіх рівнів.

## Назва
У 1919 — «Збірник розпоряджень по Міністерству освіти»; з 1919 по 1920 мав назву — «Народное просвещение»; з 1920 по 1921 — «Збірник декретів, постанов, наказів та розпоряджень по Народному комісаріяту освіти»; з 1921 по 1922 — «Бюлетень офіціальних розпоряджень і повідомлень Нарком освіти»; з 1923 по 1934 — «Бюлетень Народного комісаріату освіти»; з 1934 по 1936 — «Збірник наказів Народного комісаріату освіти»; з 1936 по 1941 — «Збірник наказів та розпоряджень Народного комісаріату освіти УРСР»; з 1945 по 1989 — «Збірник наказів та розпоряджень Міністерства вищої і середньої спеціальної освіти УРСР»; з 1989 по 1992 — «Українська РСР. Міністерство народної освіти. Інформаційний збірник»; до 2012 — «Інформаційний збірник Міністерства освіти і науки України»; з 2012 по 2013 — «Інформаційний збірник та коментарі Міністерства освіти і науки, молоді та спорту України»; до 2019 — «Інформаційний збірник та коментарі Міністерства освіти і науки України».

## Історія та зміст
17 лютого 1919 року видання заснував Міністр освіти УНР І. Огієнком на нараді з керівниками середніх, інспекторами вищих і завідувачами початкових шкіл. Перший випуск — «Збірник розпоряджень по Міністерству освіти» вийшов 19 лютого 1919 у Кам'янець-Подільський. Містив «Правила українського правопису», накази Міністра освіти про викладання в школах, ведення шкільного діловодства українською мовою тощо. Згодом виходив у Києві під назвою «Народное просвещение». Назва змінювалася відповідно до змін назви міністерства. На час Другої світової війни видання припинили. Видання припинено у 2022 році.
За часів незалежності публікували тричі на місяць (згодом щомісяця) українською мовою. Тираж постійно змінювався: від 100 до 20 тисяч примірників. Друкував офіційні документи МОН. За даними Державного підприємства по розповсюдженню періодичних видань «Преса», журнал входив у 20 найбільш тиражованих загальнодержавних журналів України.
Рубрики: «Ухвали, рішення колегії; накази, рекомендації з питань вищої, професійної, середньої, початкової, дошкільної та позашкільної освіти», «Положення, типові навчальні плани, навчальні програми», «Перелік навчально-методичної літератури, рекомендованої Міністерством освіти України», «Підсумки всеукраїнських конкурсів», «Умови прийому до вищих навчальних закладів України», «Завдання для державної підсумкової атестації».
Відповідальний редактор — Єресько О., редактор — Карабанова Є. (з 1991 року). Потім головний редактор — Берізко Н..